# Ощадне страхування
Ощадне страхування - це таке страхування, за яким страховик в обмін на сплату премій зобов'язується виплатити  капітал чи ренту одержувачу, яким звичайно є сам застрахований, якщо останній доживе до зазначеного чи терміну віку.
Ризик, що покривається даним ощадним страхуванням, — це винятково тривалість життя застрахованого з урахуванням фактора можливого зменшення доходів, що приносить із собою похилий вік.
В ощадному страхуванні не обов'язкові ні медичне обстеження, ні заява про стан здоров'я застрахованого. Вибір —  страхуватися чи ні — здійснюється самим застрахованим, оскільки особі з поганим станом здоров'я страхуватися невигідно.

## Основні різновиди ощадного страхування
- страхування з уповільненою виплатою капіталу без повернення премій;
- страхування капіталу з уповільненою виплатою і поверненням премій;
- страхування з негайною довічною рентою;
- страхування з уповільненою виплатою довічної ренти.

Страхування з уповільненою виплатою. Вважається, що страхування є уповільненим, коли виплата страхової суми провадиться починаючи з якої-небудь майбутньої дати, по закінченні визначеного періоду. За допомогою уповільненого страхування капіталу страховик зобов'язується виплатити одержувачу страхову суму, якщо застрахований доживе до числа, зазначеного як закінчення страхування.
Страхування ренти. Рента — це серія регулярних виплат через визначені проміжки часу. За допомогою заключення страхування ренти звичайно прагнуть забезпечити виплату визначених сум у тих випадках, коли застрахований живе довше віку, зазначеного в договорі. У залежності моменту, після якого починаються виплати, ренти поділяються на негайні й уповільнені. Однак можуть існувати численні варіації і комбінації рент у залежності від інших характеристик, таких, як форма виплати ренти, тривалість виплат. Цей вид страхування завжди укладається на основі сплати одноразової премії, оскільки рента починає виплачуватися негайно, і страхувальник користується правом викупу.
Негайна довічна рента — це страхування, зручне для осіб похилого віку, що хотіли б вкласти капітал для забезпечення залишку своїх днів. За допомогою страхування страховик гарантує виплату постійної ренти, звичайно самому застрахованому, після закінчення визначеного терміну, до самої смерті. Рента може бути щорічною, щоквартальною, по півріччях чи щомісячною. Премії сплачуються до кінця визначеного  періоду чи до смерті застрахованого, якщо вона настане раніш. Існують два різновиди уповільненої довічної ренти: без відшкодування премій і з відшкодуванням премій. При страхуванні уповільненої ренти з відшкодуванням премій, якщо  застрахований умирає до закінчення визначеного терміну, страховик повертає сплачені  премії  одержувачу.   Цей  різновид  страхування  користається гарантованими правами й у дійсності є змішаним страхуванням, у якому сполучаються виплати як на випадок життя, так і на випадок смерті. При страхуванні ренти без відшкодування премій, якщо застрахований умирає до закінчення визначеного терміну, страхування вважається анульованим і премії залишаються в розпорядженні страховика.
Страхування з уповільненою виплатою ренти — це вид страхування, зручний для осіб, що піклуються про додаткове пенсійне забезпечення. Він служить доповненням до соціального страхування.

## Різновиди страхування з уповільненою виплатою капіталу
- з відшкодуванням премій;
- без відшкодування премій.

У страхуванні з уповільненою виплатою капіталу без відшкодування премій сплачені премії залишаються в розпорядженні страховика, якщо застрахований умирає до закінчення терміну страхування. Цей вид страхування є чисто ощадним, оскільки його мета — нагромадження на старість застрахованого.
У страхуванні з уповільненою виплатою капіталу з відшкодуванням премій сплачені премії виплачуються одержувачу, якщо застрахований умирає до закінчення терміну дії договору.

## Список використаної літератури
- Кравчук Г. В. Перспективи розвитку страхового ринку України після фінансової кризи.
- http://www.depo.ua/ru/delovaja-stolica/2011_ds/2011_12_ds/550_toc/art47962.htm%5Bнедоступне+посилання+з+червня+2019%5D
- https://web.archive.org/web/20131204092049/http://www.companion.ua/articles/content?id=176553